# 라인메탈 MG 3

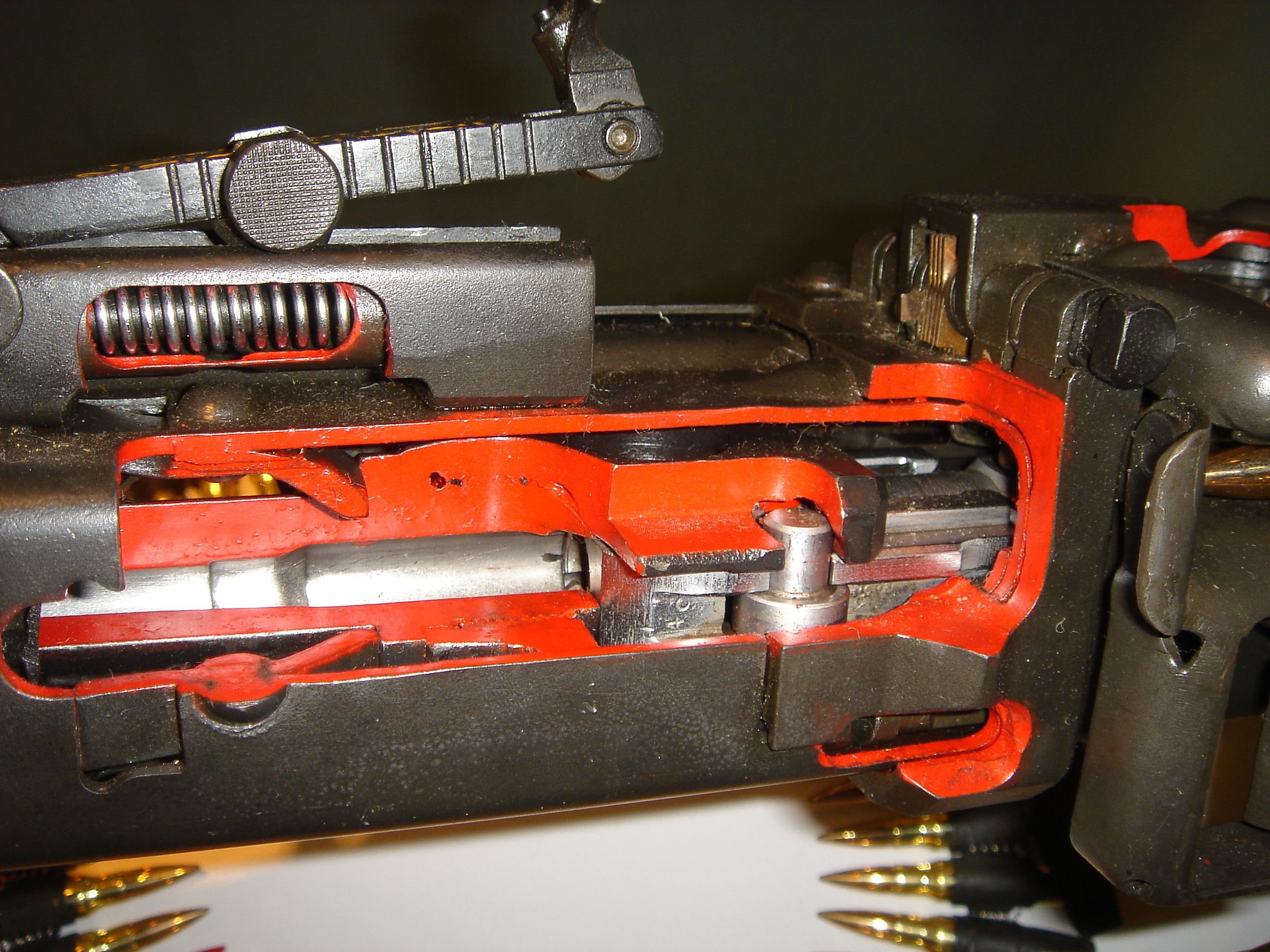
MG 42/ MG3 Roller system

라인메탈 MG 3는 7.62 × 51 mm NATO 탄을 사용하는 공냉식 혹은 탄띠급탄식 다목적 기관총이다. 독일의 라인메탈사에서 생산하며, 다른 국가에서도 면허 생산되고 있다.

## 변형
- MG3E
- MG3A1